# BMW X7
La BMW X7 è un SUV di fascia alta prodotto dalla casa automobilistica tedesca BMW dal 2018.

## Descrizione

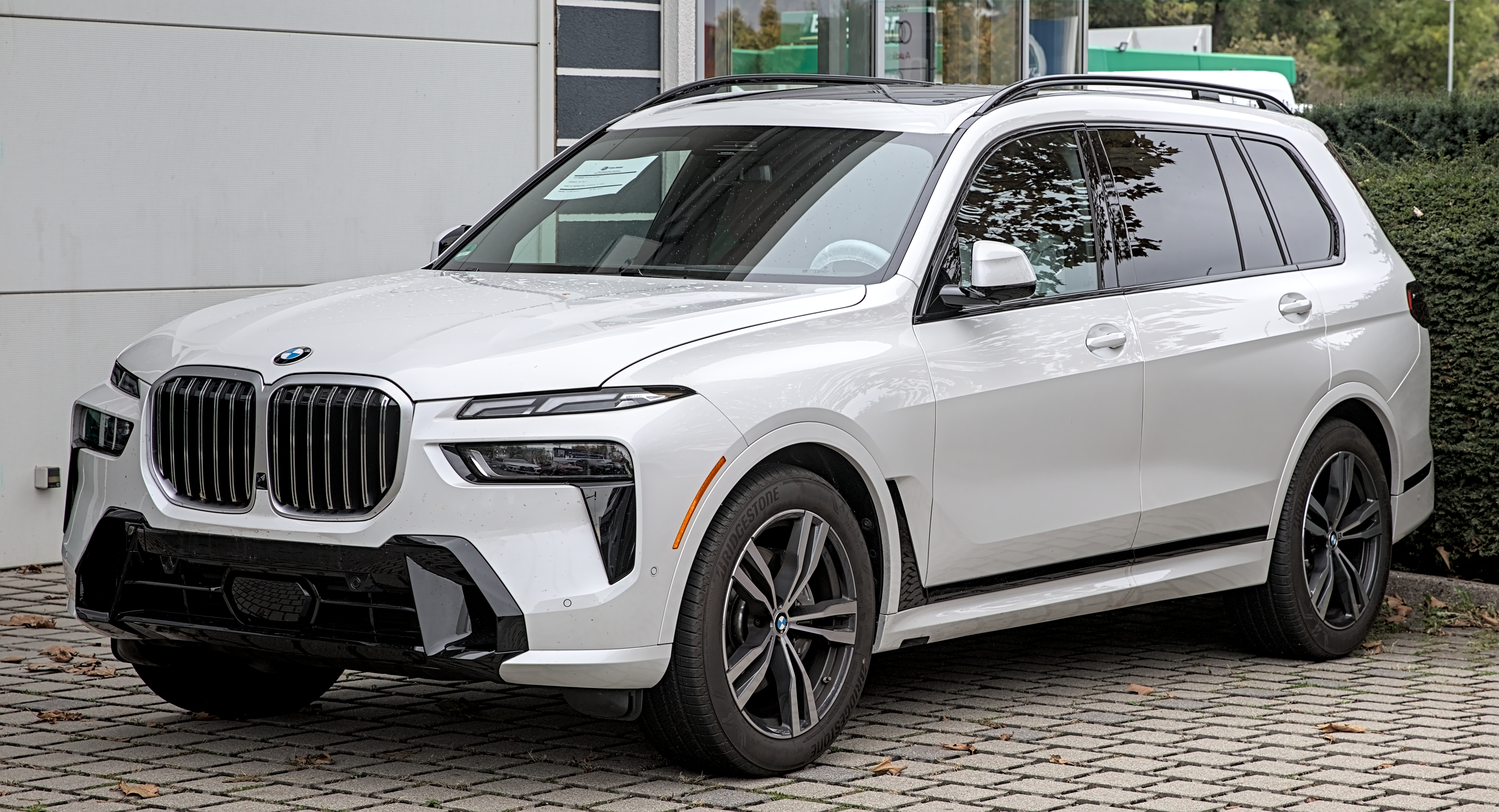
Restyling 2022

La X7 è stata annunciata nel marzo 2014. La vettura è stata anticipata dalla Concept X7 iPerformance presentata al Salone di Francoforte 2017. La versione definitiva ha debuttato ufficialmente il 17 ottobre 2018, con la produzione partita nello stesso anno all'interno dello stabilimento di Greer, nella Carolina del Sud. Le vendite sono iniziate nel marzo 2019.
Il 5 luglio 2019 è stata presentata una concept car in versione pick up, non destinata alla produzione. Ad aprile 2022 subisce un importante e pesante restyling.

## Motorizzazioni
La vettura, costruita sulla piattaforma Cluster Architecture (CLAR) condivisa con la Rolls Royce Cullinan, è dotata di motori tutti turbocompressi: un benzina e diesel da 3,0 litri a 6 cilindri in linea e un benzina da 4,4 V8 biturbo. La trasmissione è affidata a un cambio automatico a 8 rapporti abbinato alla trazione integrale xDrive.